# 加洛韋 (密歇根州)
加洛韋（英語：Galloway）是位於美國密歇根州格拉希厄特縣拉法葉鎮區及薩吉諾縣萊克菲爾德鎮區的一個非建制地區。

## 地理
加洛韋所處的海拔為高於海平面207米（即679英呎），而該地所採用的時區為UTC-5，即北美东部時區（EST）。同時該地設有夏令時間，為UTC-5調快一小時，即UTC-4（EDT）。